# Viv Prince
Viv Prince (né le 9 août 1941 ou 1944 à Loughborough) est un batteur anglais.

## Biographie
Après avoir joué dans divers groupes, il rejoint les Pretty Things en 1964, remplaçant le précédent batteur du groupe, Viv Andrews, à la demande de leur co-manager Jimmy Duncan. La réputation de mauvais garçons des Pretty Things est alimentée par le comportement outrancier de Prince, tant derrière ses fûts que dans les bars, qui influencera par la suite Keith Moon des Who. Toutefois, Prince se révèle totalement incontrôlable, si bien que le groupe doit fréquemment faire appel à des remplaçants lorsqu'il s'agit d'enregistrer, parmi lesquels Mitch Mitchell, Twink ou Skip Alan, pour suppléer un Prince fréquemment ivre mort. Finalement, après une tournée désastreuse en Nouvelle-Zélande en 1965, il est éjecté du groupe en novembre.
Prince poursuit sa carrière musicale durant la seconde moitié des années 1960 : il joue avec Denny Laine dans l'éphémère Electric String Band (1967-1968) et remplace à l'occasion sur scène Keith Moon pour les Who ou Terry Ollis pour Hawkwind. Il vivrait aujourd'hui dans une orangeraie au Portugal. Ses anciens camarades des Pretty Things lui ont rendu hommage dans la chanson Vivian Prince, sur l'album Rage Before Beauty (1999).